# Gutierre d'Aunay
Gutierre de Aunay o Gualterio de Aunay (?-19 de abril de 1314) fue un caballero normando, célebre por haber sido, a partir de 1312, el amante de Blanca de Borgoña, nuera del rey Felipe IV de Francia, lo que le valió una ejecución particularmente cruel. Este episodio es relatado en El rey de hierro, primer volumen de Los reyes malditos, de Maurice Druon.

## Presentación
Fue el hijo mayor de Gutierre de Aunay, señor de Moucy-le-Neuf, del Mesnil y de Grand Moulin, casado con Inés de Montmorency, con la cual tuvo tres hijos.
Era bachiller del conde de Poitiers Felipe V de Francia, segundo hijo de Felipe el Hermoso. Convicto por adulterio en el escándalo de la torre de Nesle con Blanca de Borgoña, fue denunciado por Isabel de Francia, reina de Inglaterra e hija de Felipe el Hermoso, que detestaba a su cuñada Blanca. A pesar de su rango, fue interrogado y fue rápidamente condenado con el crimen de lesa majestad, ya que un adulterio podría provocar dudas sobre la legitimidad de la descendencia real, en Pontoise junto a su hermano Felipe d'Aunay en condiciones particularmente atroces.

## La ejecución
Los dos jóvenes caballeros fueron desollados vivos, antes de ser descuartizados, castrados y finalmente decapitados. Llevaron sus cuerpos sangrantes por las calles y suspendieron sus restos en la horca. Sus genitales, instrumentos del crimen, fueron echados a los perros.